# Východní Anglie (království)
Východní Anglie (staroanglicky Ēast Engla Rīce, tj. Království Východních Anglů, latinsky Regnum Orientalium Anglorum) bylo jedním z raně středověkých sedmi anglosaských království. Bylo pojmenováno po vlasti Anglů v oblasti severního Německa a zahrnovalo Norfolk a Suffolk. Po svatbě východoanglického prince Etheldreda se stal součástí království i Isle of Ely. Po tomto království je pojmenován region Východní Anglie.
Království bylo založeno asi roku 520 spojením jižní a severní části oblasti obydlené Angly v předchozím století. Po krátkou dobu, po vítězství roku 616 nad Northumbrií, se stala Východní Anglie nejmocnějším královstvím Anglie a jeho král se stal svrchovaným pánem Anglosasů. V následujících čtyřiceti letech ale byla dvakrát poražena Mercií a to vedlo k jejímu oslabení až do roku 794, kdy dal panovník Mercie Offa zabít jejího krále Ethelberhta a ovládl Východní Anglii sám.

Británie okolo roku 800

Nezávislost království byla obnovena úspěšnou vzpourou proti Mercii v letech 825 až 827. V listopadu 870 Dánové zabili krále Edmunda a ovládli království. Sasové obnovili vládu nad Východní Anglií roku 920, ale znovu ji ztratili v letech 1015 až 1017, kdy byla dobyta Knutem Velikým.